# أرتي إل. ميتكالف
أرتي إل. ميتكالف (بالإنجليزية: Artie L. Metcalf)‏ هو عالم تصنيف ‏ أمريكي، ولد في 5 يوليو 1929 في ديكستر في الولايات المتحدة، وتوفي في 31 يناير 2016 في أركنساس سيتي في الولايات المتحدة.